# Cattedrali in Kenya

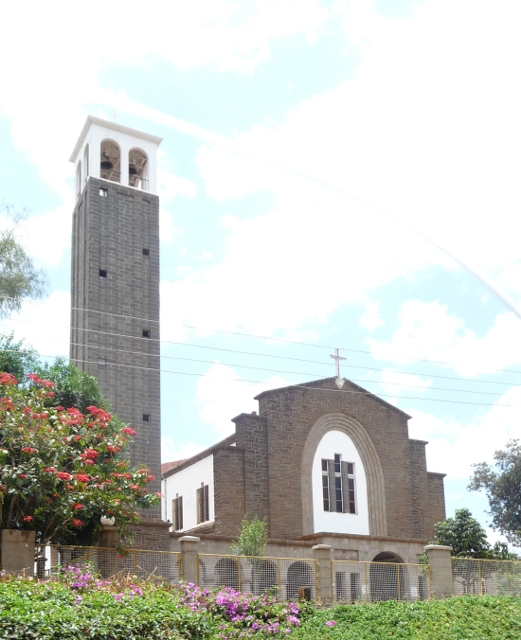
Cattedrale di Nostra Signora della Consolata, Nyeri

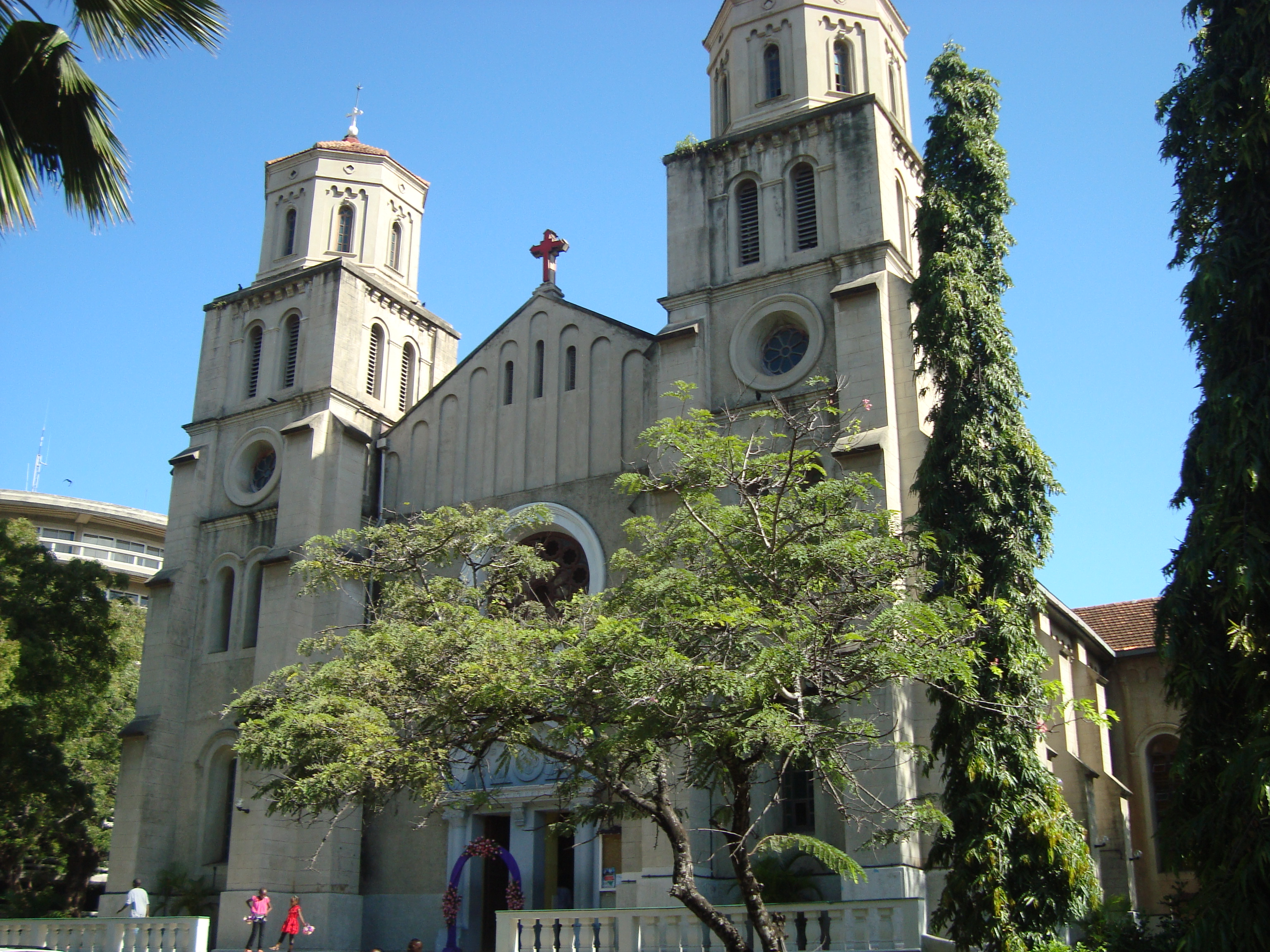
Cattedrale dello Spirito Santo, Mombasa

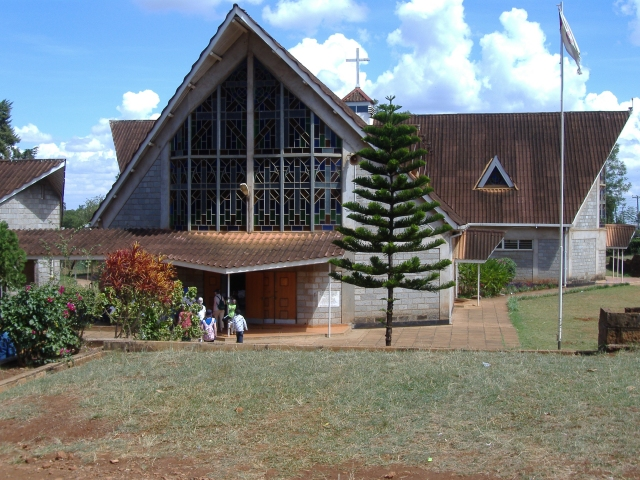
Cattedrale di San Paolo, Embu

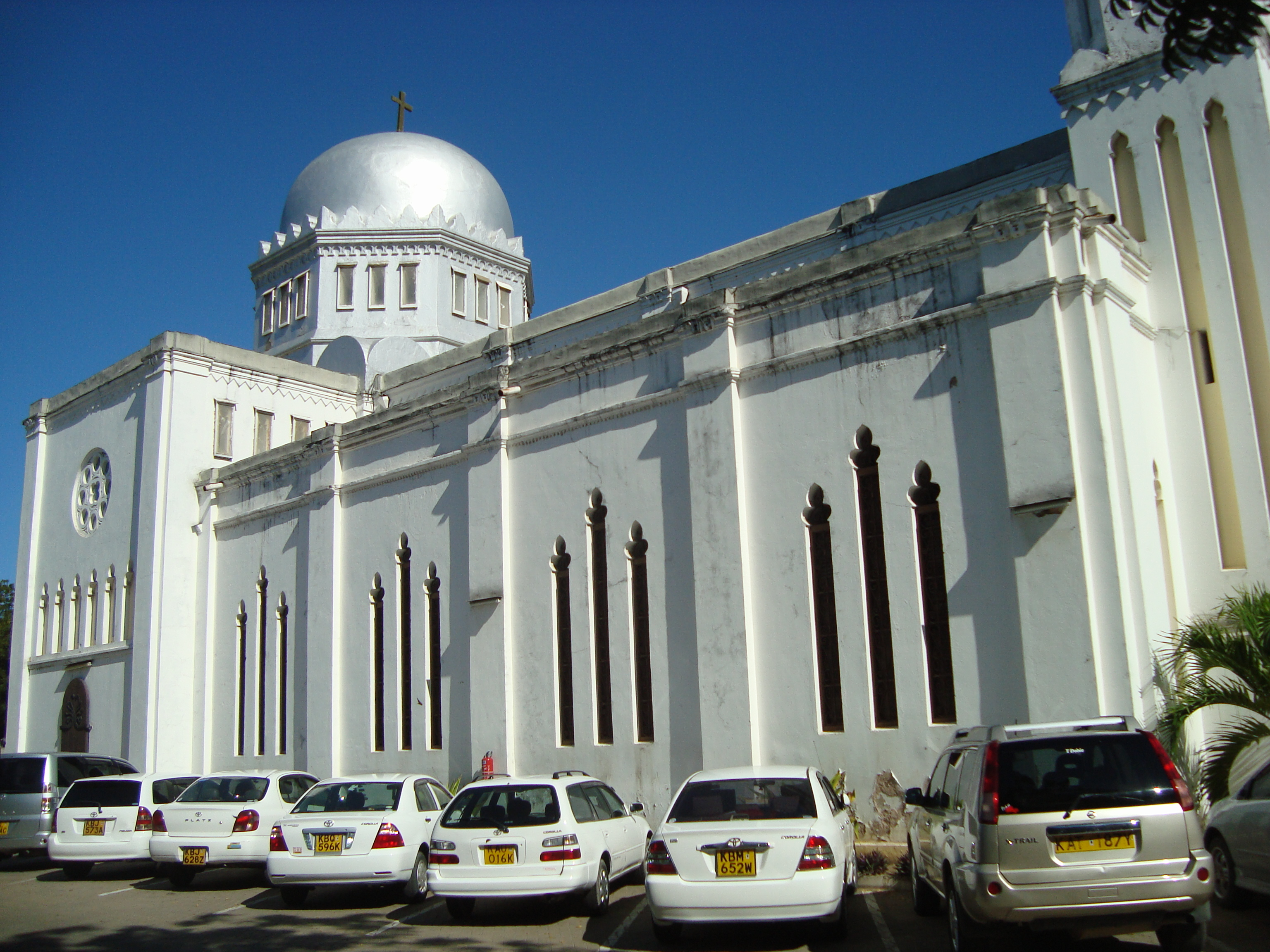
Cattedrale Memoriale, Mombasa

Questa è una lista delle cattedrali in Kenya.

## Cattedrali cattoliche
| Cattedrale                                      | Arcidiocesi o Diocesi  | Località  |
| ----------------------------------------------- | ---------------------- | --------- |
| Cattedrale di Santa Teresa                      | Arcidiocesi di Kisumu  | Kisumu    |
| Cattedrale di Cristo Re                         | Diocesi di Bungoma     | Bungoma   |
| Cattedrale del Sacro Cuore                      | Diocesi di Eldoret     | Eldoret   |
| Cattedrale di San Paolo                         | Diocesi di Homa Bay    | Homa Bay  |
| Cattedrale di San Giuseppe                      | Diocesi di Kakamega    | Kakamega  |
| Cattedrale di Pietro                            | Diocesi di Kapsabet    | Kapsabet  |
| Cattedrale di San Carlo Lwanga                  | Diocesi di Kisii       | Kisii     |
| Cattedrale dell'Immacolata Concezione           | Diocesi di Kitale      | Kitale    |
| Cattedrale di Sant'Agostino                     | Diocesi di Lodwar      | Lodwar    |
| Cattedrale dello Spirito Santo                  | Arcidiocesi di Mombasa | Mombasa   |
| Cattedrale di Nostra Signora della Consolazione | Diocesi di Garissa     | Garissa   |
| Cattedrale di Sant'Antonio                      | Diocesi di Malindi     | Malindi   |
| Cattedrale della Santa Famiglia                 | Arcidiocesi di Nairobi | Nairobi   |
| Cattedrale del Sacro Cuore di Gesù              | Diocesi di Kericho     | Kericho   |
| Cattedrale di Nostra Signora d'Africa           | Diocesi di Kitui       | Kitui     |
| Cattedrale di Nostra Signora di Lourdes         | Diocesi di Machakos    | Machakos  |
| Cattedrale di Cristo Re                         | Diocesi di Nakuru      | Nakuru    |
| Cattedrale di San Giuseppe Lavoratore           | Diocesi di Ngong       | Ngong     |
| Cattedrale di Nostra Signora della Consolata    | Arcidiocesi di Nyeri   | Nyeri     |
| Cattedrale dei Santi Pietro e Paolo             | Diocesi di Embu        | Embu      |
| Cattedrale dei Santi Pietro e Paolo             | Diocesi di Maralal     | Maralal   |
| Cattedrale di Nostra Signora della Consolata    | Diocesi di Marsabit    | Marsabit  |
| Cattedrale di San Giuseppe                      | Diocesi di Meru        | Meru      |
| Cattedrale del Sacro Cuore di Gesù              | Diocesi di Muranga     | Muranga   |
| Cattedrale di Maria Immacolata                  | Diocesi di Nyahururu   | Nyahururu |
| Cattedrale di Sant'Eusebio                      | Diocesi di Isiolo      | Isiolo    |

## Cattedrali anglicane
| Cattedrale                                  | Arcidiocesi o Diocesi                      | Località |
| ------------------------------------------- | ------------------------------------------ | -------- |
| Cattedrale di Tutti i Santi                 | Diocesi anglicana di Tutti i Santi         | Nairobi  |
| Cattedrale di San Michele                   | Diocesi anglicana di Bondo                 | Bondo    |
| Pro-Cattedrale di San Matteo                | Diocesi anglicana di Bungoma               | Webuye   |
| Pro-Cattedrale di San Matteo                | Diocesi anglicana di Eldoret               | Eldoret  |
| Cattedrale di San Paolo                     | Diocesi anglicana di Embu                  | Embu     |
| Pro-Cattedrale dell'Emmanuele               | Diocesi anglicana di Kajiado               | Kajiado  |
| Pro-Cattedrale di San Giovanni              | Diocesi anglicana di Katakwa               | Angurai  |
| Cattedrale di San Tommaso                   | Diocesi anglicana di Kirinyaga             | Kerugoya |
| Pro-Cattedrale di San Luca                  | Diocesi anglicana di Kitale                | Kitale   |
| Cattedrale di San Matteo                    | Diocesi anglicana di Kitui                 | Kitui    |
| Cattedrale di Tutte le Anime                | Diocesi anglicana di Machakos              | Machakos |
| Cattedrale di Santo Stefano                 | Diocesi anglicana di Maseno Sud            | Kisumu   |
| Cattedrale di San Pietro                    | Diocesi anglicana di Maseno Ovest          | Siaya    |
| Cattedrale Memoriale di Mombasa             | Diocesi anglicana di Mombasa               | Mombasa  |
| Cattedrale di San Giacomo e Tutti i Martiri | Diocesi anglicana del Monte Kenya Centrale | Murang’a |
| Cattedrale di San Giacomo                   | Diocesi anglicana del Monte Kenya Sud      | Kiambu   |
| Cattedrale di Nakuru                        | Diocesi anglicana di Nakuru                | Nakuru   |
| Cattedrale di Homa Bay                      | Diocesi anglicana del Nyanza Meridionale   | Homa Bay |
| Pro-Cattedrale di San Giovanni              | Diocesi anglicana di Taita Taveta          | Voi      |
| Pro-Cattedrale di Sant'Andrea               | Diocesi anglicana di Thika                 | Thika    |

## Cattedrale copta
| Cattedrale              | Arcidiocesi o Diocesi | Località |
| ----------------------- | --------------------- | -------- |
| Cattedrale di San Marco | Arcidiocesi del Kenya | Nairobi  |